# Max Lorenz
Max Lorenz (Bremen, 19 de agosto de 1939) é um ex-futebolista e técnico de futebol alemão que atuava como meia.

## Carreira
Max Lorenz fez parte do elenco da Seleção Alemã na Copa do Mundo de 1966 e 1970. 

## Títulos
- Copa do Mundo de 1966 - 2º Lugar